# 문경 김룡사 현왕도
문경 김룡사 현왕도(聞慶 金龍寺 現王圖)는 대한민국 경상북도 문경시 산북면 김룡사에 있는 조선시대의 현왕도이다. 2018년 12월 20일 경상북도의 유형문화재 제525호로 지정되었다.

## 개요
문경 김룡사 대웅전의 삼장보살도가 걸쳐있는 영단에 봉안되었던 현왕도로서, 현재는 직지사성보박물관에 위탁 보관되어 있다. 이 불화는 세로 112cm, 가로 79cm 크기로, 상하단을 잇대어 하나의 확폳을 이룬 바탕 화면에ㅣ 채색을 한 작품이다. 화면(畵面)은 현왕을 중심으로 오른편에 홀(笏) 을 든 전륜성왕과 대륜성왕이 서 있고, 이들을 중심으로 주변에는 녹사와 판관, 시자와 명부의 군졸 등 많은 권속(眷屬)들이 배치되어 있다. 화기를 통해 1803년에 수화승 홍안(弘眼)과 신겸(愼謙)을 비롯한 총9명이 관여하여 제작한 불화임을 알 수 있다.
현왕도는 천도의식을 위한 의식용으로 사람이 죽은 후 3일만에 망자를 심판하는 지옥의 왕(현왕)과 그 권속들을 그린 불화이다. 조선후기에 현왕재(現王齋)가 유행하면서 현왕도의 제작이 급증하였는데 현재 60여점이 남아 있다.
18세기 ~19세기 제작된 많은 현왕도는 의식 내용상 명부의 염라대왕과 밀접하게 연결되어 있고, 도상과 화면 구성에서 시왕도(十王圖)의 심판장면과 유사하게 현왕이 심판하는 장면이 묘사된다. 그러나 김룡사 대웅전의 현왕도는 구성과 존상의 표현에 있어 기존의 방식을 유지하면서 19세기 사불산화승의 화풍을 반영하였다. 즉 측면향의 얼굴은 눈부분이 들어가고 이마와 볼이 튀어나오게 묘사하였고, 채색은 홍색과 녹색이 극명하게 대비되도록 진채로 칠하고 돋움기법을 이용해 금니를 도드라지게 처리하였다.
주목되는 것은 현왕이 홀(笏)이나 붓 대신 지물로 검(劍)을 어깨에 걸쳐 위로 높이 치켜들고 있는 점이다. 검을 든 현왕도는 19세기 전반 사불산 화승의 독창적인 도상이다.
이처럼 기존 현왕도와 다른 새로운 도상과 구성을 도입하여 19세기 전반 사불산화의 특징과 개성이 강하게 반영되어 불화로서 예술적 가치가 뛰어나고 학술적 가치가 크다.

## 참고 문헌
- 문경 김룡사 현왕도 - 국가유산청 국가유산포털